# شعبة الحوت

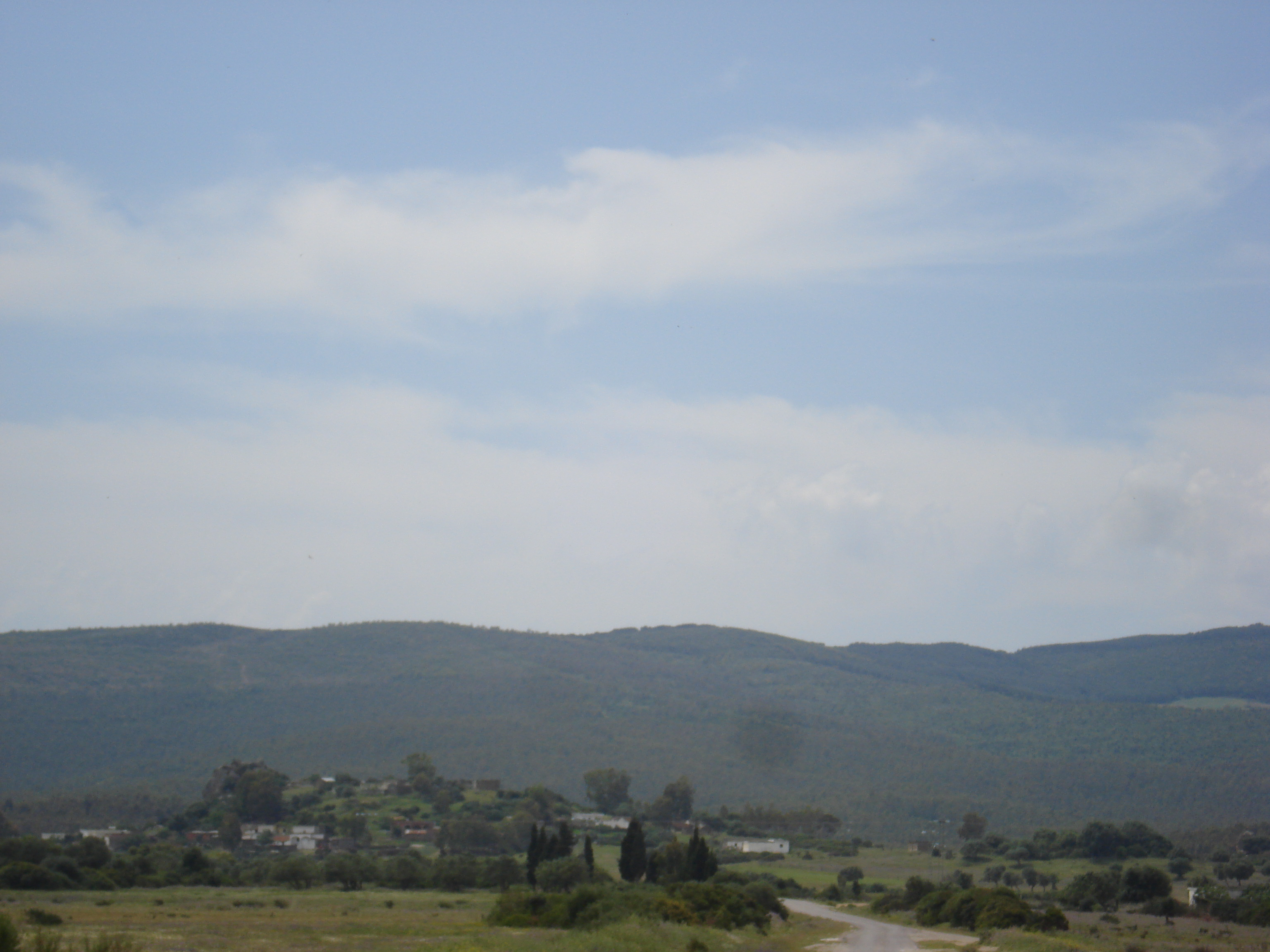
قرية شعبة الحوت

شَعْبَة الحُوت قرية تقع في معتمدية سجنان بولاية بنزرت بالشمال التونسي، على الطريق الجهوية رقم 58.

### مواضيع ذات علاقة
- معتمدية سجنان.
- ولاية بنزرت.